# Bitwa pod Gallipoli (1312)
Bitwa pod Gallipoli – miała miejsce w 1312 roku pomiędzy siłami bizantyjskimi i sprzymierzonymi z nimi wojskami Królestwa Serbii a Turkopolami dowodzonymi przez Halila Paszę. 

## Historia
Zanim doszło do bitwy Turcy splądrowali i całkowicie spustoszyli znaczne rejony Tracji. Na okres dwóch lat Tracja dostała się pod panowanie Halila Paszy, co przyczyniło się do upadku gospodarczego, biedy i głodu w regionie. W roku 1312 Michał IX Paleolog zebrał armię, z pomocą której wyparł Turków w rejon Gallipoli. Z pomocą cesarzowi nadciągneło wkrótce 2000 jazdy króla serbskiego Stefana Urosza II Milutina oraz flota genueńska, która zablokowała Turków od strony morza. W stoczonej w konsekwencji bitwie Halil Pasza i jego ludzie zostali zmasakrowani. Nielicznym Turkopolom, którzy uszli z życiem, udało się po bitwie wstąpić na służbę cesarza.